# Golda Rosheuvel
Golda Rosheuvel (née le 2 mai 1970) est une actrice et chanteuse guyano-britannique. Elle est également connue pour sa carrière au théâtre et dans plusieurs comédies musicales.

## Biographie

### Jeunesse
Golda Rosheuvel est née au Guyana d'un père guyanien et d'une mère anglaise et a un frère. Elle s'installe en Angleterre avec sa famille alors qu'elle est âgée de cinq ans.

### Carrière
Le répertoire artistique de Golda Rosheuvel comprend notamment les pièces de théâtre et de comédies musicales  Porgy and Bess, Macbeth, Le conte d'hiver, Roméo et Juliette, Angels in America, Bad Girls: La comédie Musicale et Jesus Christ Superstar. En 2018, Golda Rosheuvel a joué le personnage de Othello dans la pièce Othello, incarnant une femme lesbienne,,.
En 2019, Golda Rosheuvel est choisie pour interpréter la reine Charlotte dans la série Netflix du moment La Chronique des Bridgerton produite par  Shonda Rhimes. La série est diffusée dès le 25 décembre 2020 et reçoit des retours très positifs de la part des critiques,,.

## Vie privée
Rosheuvel partage sa vie avec la dramaturge Shireen Mula,.

## Filmographie
| An   | Titre                               | Rôle                           | Remarques                                                   |
| ---- | ----------------------------------- | ------------------------------ | ----------------------------------------------------------- |
| 2000 | Great Performances                  | La femme de chambre            | Épisode: "Jesus Christ Superstar"                           |
| 2001 | Lave                                | La directrice                  |                                                             |
| 2005 | Coma Girl                           | Kathy Fields                   |                                                             |
| 2005 | The Bill                            | Patsy Richards                 | Épisode 306: " La démonstration de force"                   |
| 2006 | Victime                             | Docteur Lorrimer               | Épisode: "En voie de disparition"                           |
| 2008 | Torchwood                           | Dr Angela Connolly             | Épisodes: "Les plaies de fin de vie" et "La marche du mort" |
| 2008 | Consommer de la passion             | La réceptionniste de l'hôpital | Film télévisé                                               |
| 2011 | Luther                              | Sally Thomas                   | Épisode: "2.3"                                              |
| 2012 | Coronation Street                   | Docteur Renshaw                | Rôle récurrent                                              |
| 2012 | Dead Boss                           | Lennie                         | Apparition régulière dans 6 épisodes                        |
| 2012 | Trio                                | Vicaire                        | Épisode: "Je ne le fais pas"                                |
| 2012 | M. Stink                            | Une serveuse de café           | Téléfilm                                                    |
| 2014 | Tour.                               | Une employée de l'auberge      | Épisode: "3.4"                                              |
| 2015 | Je vis avec des modèles             | Une photographe                | Épisode: "Le costume"                                       |
| 2015 | EastEnders                          | Jenni, une sage-femme          |                                                             |
| 2016 | The Young Lady                      | Agnès                          |                                                             |
| 2019 | Affaires non classées               | Lyndsey Morrison               | Épisodes: "Betrayal: Partie 1" et "Betrayal: Partie 2"      |
| 2020 | La Chronique des Bridgerton         | La Reine Charlotte             | Apparition régulière dans 8 épisodes                        |
| 2020 | Meurtres au paradis                 | Alice Joyce                    | Saison 10, épisode 2                                        |
| 2021 | Dune                                | Shadout Mapes                  | Œuvre cinématographique                                     |
| 2023 | Queen Charlotte: A Bridgerton Story | La Reine Charlotte             |                                                             |
| 2024 | Doctor Who                          | Jocelyn Sancerre               | Saison 1, épisode 1                                         |